# Зиновьев, Василий Николаевич (1755)
Василий Николаевич Зиновьев (30 ноября [11 декабря] 1755 или 11 декабря 1755, Москва — 7 [19] января 1827 или 19 января 1827, Гревова, Санкт-Петербургская губерния) — русский сенатор, тайный советник и камергер. Кузен и шурин князя Григория Орлова, отец генералов Николая и Василия Зиновьевых, дед Лидии Зиновьевой-Аннибал. В 1794—1800 гг. возглавлял Медицинскую коллегию. Известен в основном своими мемуарами.

## Биография
Родился 30 ноября (11 декабря) 1755 года — сын петербургского обер-коменданта, генерал-майора Н. И. Зиновьева, и Евдокии Наумовны, дочери вице-адмирала Н. А. Сенявина. На пятом году жизни был зачислен солдатом в Измайловский полк и до 1765 года воспитывался дома. Затем, в группе дворян, в которой были А. Н. Радищев, Ф. В. Ушаков, А. М. Кутузов, П. И. Челищев и О. П. Козодавлев, был отправлен обучаться в Лейпцигском университете.
В 1772 году получил армейский чин сержанта и в 1773 году вернулся в Россию, где был назначен флигель-адъютантом в штаб своего двоюродного брата Г. Г. Орлова. В 1774 году отправлен курьером в Италию с известием о заключении Кючук-Кайнарджийского мира, за что получил чин генерал-адъютанта. В 1775—1778 гг. путешествовал по Англии и Германии, а после возвращения в Россию, когда его сестра Екатерина Николаевна вышла замуж за Григория Орлова, получил в 1779 году придворный чин камер-юнкера. В 1783—1788 гг. снова был за границей: ездил по Германии, Италии, Франции, Швейцарии, Англии, Шотландии. В 1785 году стал камергером.
В 1794 году был назначен президентом Медицинской коллегии; в 1799 году — сенатором, но уже 1 февраля 1800 года вышел в отставку и поселился в имении «Гревова» под Петербургом в своём селе Копорье, где и умер 7 (19) января 1827 года.

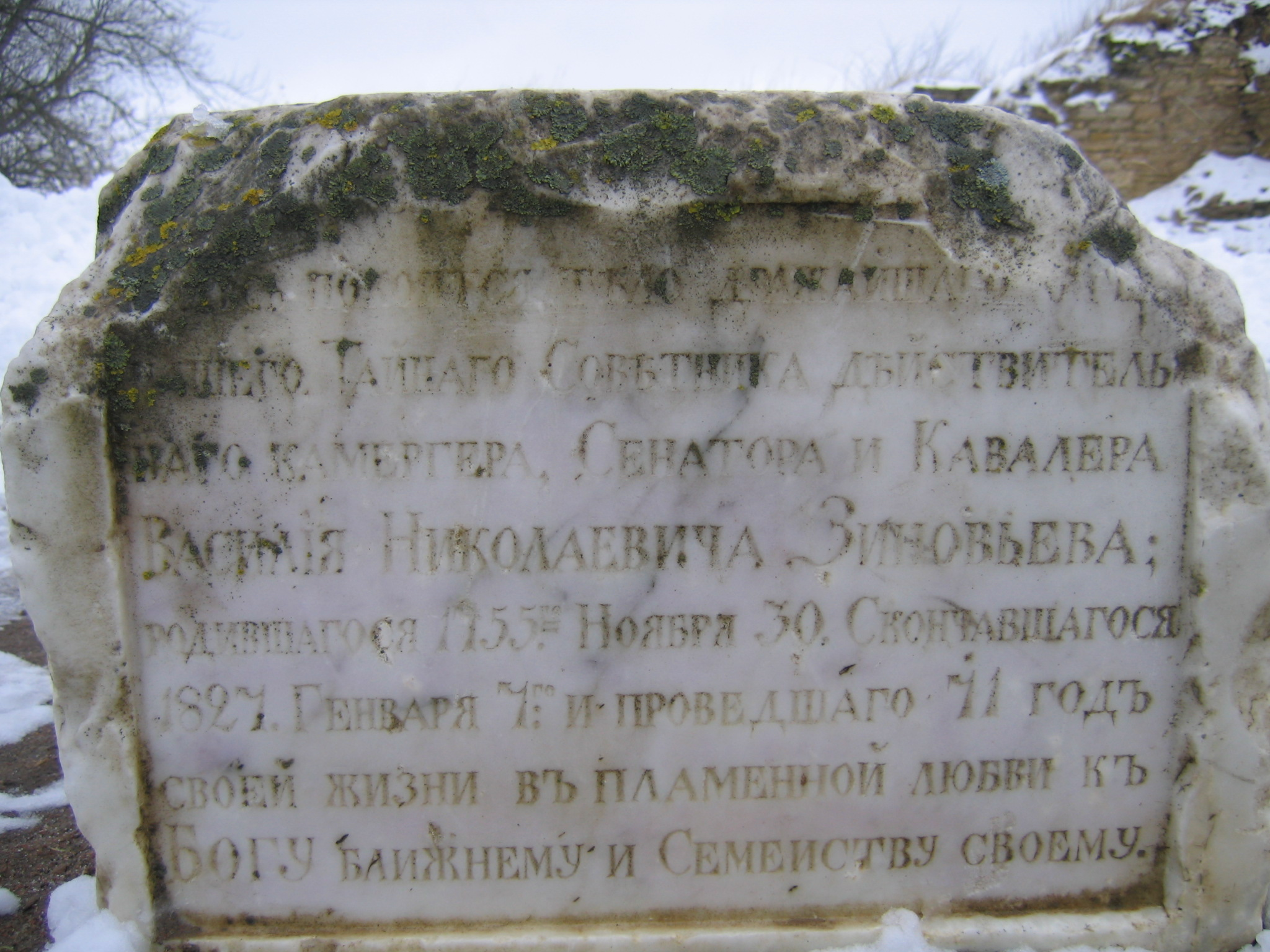
Надгробие на могиле Зиновьева В. Н.

## Сочинения
Во время второго путешествия по Европе начал вести путевые записки на французском языке первоначально в форме дневника, а затем в форме писем к С. Р. Воронцову (муж двоюродной сестры Зиновьева) и В. И. Кошелевой («Русская старина», 1878, № 10-12). Изучал архитектуру, музыку, литературу и искусство Западной Европы, итальянский и английский языки. Тонкий ценитель прекрасного, он со знанием дела писал о драматическом театре и балете, игре актрисы Сары Кембль и музыке Г.-Ф. Генделя, скрипичных концертах Жардини и картинах Корреджо, скульптурах А. Кановы и итальянской опере-буфф.
Зиновьев восторгался изобретениями Д. Уатта и экономическими теориями А. Смита, близко сошёлся с герцогом Фердинандом Брауншвейгским и другими масонами. Записки Зиновьева исполнены юмора, переходящего в сатиру при описании ханжества папского двора, безделья и сплетен придворных, помещичьего и судебного произвола в Западной Европе и России. После возвращения он продолжал вести дневник на русском языке. От этой части сохранился лишь небольшой отрывок, относящийся к 1790 (жизнь петербургского «света» и двора Екатерины II).
В 1806 году он написал на французском языке воспоминания о годах учения в Лейпциге, масонских увлечениях, путешествиях. Кроме того, как видно из дневников Зиновьева и писем П. Д. Цицианова к нему, им было написано сочинение на нравственно-религиозную тему и сделан перевод с английского какого-то нравоучительного произведения (оба труда до нас не дошли).

## Семья
Был женат трижды и оставил многочисленное потомство.
В 1790 году (17 февраля) женился на фрейлине Варваре Михайловне Дубянской (23.10.1763—17.07.1803), которой от деда — царского духовника Фёдора Дубянского, досталось шесть тысяч душ и дом на Фонтанке. У них родились два сына, (один из них — Николай (1801—1882), генерал от инфантерии), и дочери, Наталья (16.11.1792— ?; замужем с 16 апреля 1816 года за Павлом Сергеевичем Шулепниковым), Варвара (1796—17.02.1800), Юлия (04.12.1798— ?; замужем с 21 февраля 1823 года за кавалергардом поручиком А. Н. Новицким) и Софья (01.05.1800).
Едва овдовев, 13 ноября 1803 года он сочетался браком в Смольного собора с дочерью начальницы Екатерининского института А. И. Брейткопф Устиньей Фёдоровной (1782—1820). В этом браке родилось ещё 4 сына (в их числе — Василий, ставший генералом) и 7 дочерей (в их числе Вера и Екатерина).
Последней женой Зиновьева стала классная дама Екатерининского института Екатерина Петровна Розанова, дочь коллежского советника Петра Григорьевича Розанова. Их венчание состоялось 14 мая 1820 года в церкви Воздвижения креста Господня в Таврическом дворце. В этом браке родились три сына — Иван (01.04.1821), Дмитрий (26.07.1822), Михаил (21.01.1825), и дочь Софья (14.01.1827). Овдовев, Екатерина Петровна вышла за Юрьева.